# Странгуляция
Странгуля́ция (лат. strangulatio — «удушение», от греч. στραγγάλη — «петля, виселица») — ущемление, перекрытие путём сдавливания какого-либо отверстия, например, дыхательных путей, кровеносного сосуда или отдела желудочно-кишечного тракта.
Странгуляционная асфиксия — вид механической асфиксии, вызываемой сдавлением органов шеи, например, при повешении, удавлении. Специфическим признаком смерти, или попытки её причинить, от повешения и удавления петлёй является странгуляционная борозда — след от сдавления шеи петлёй.
В хирургии желудочно-кишечного тракта под странгуляционной кишечной непроходимостью понимают механизм кишечной непроходимости, при котором происходит сдавление кишечника, нарушающее его кровоснабжение.